# Спілка борців за свободу і демократію

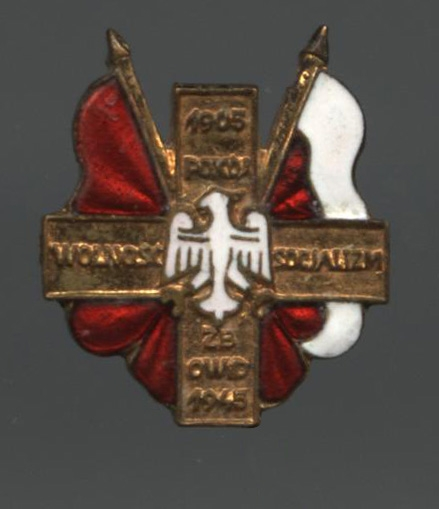
Значок члена Спілки борців за свободу і демократію

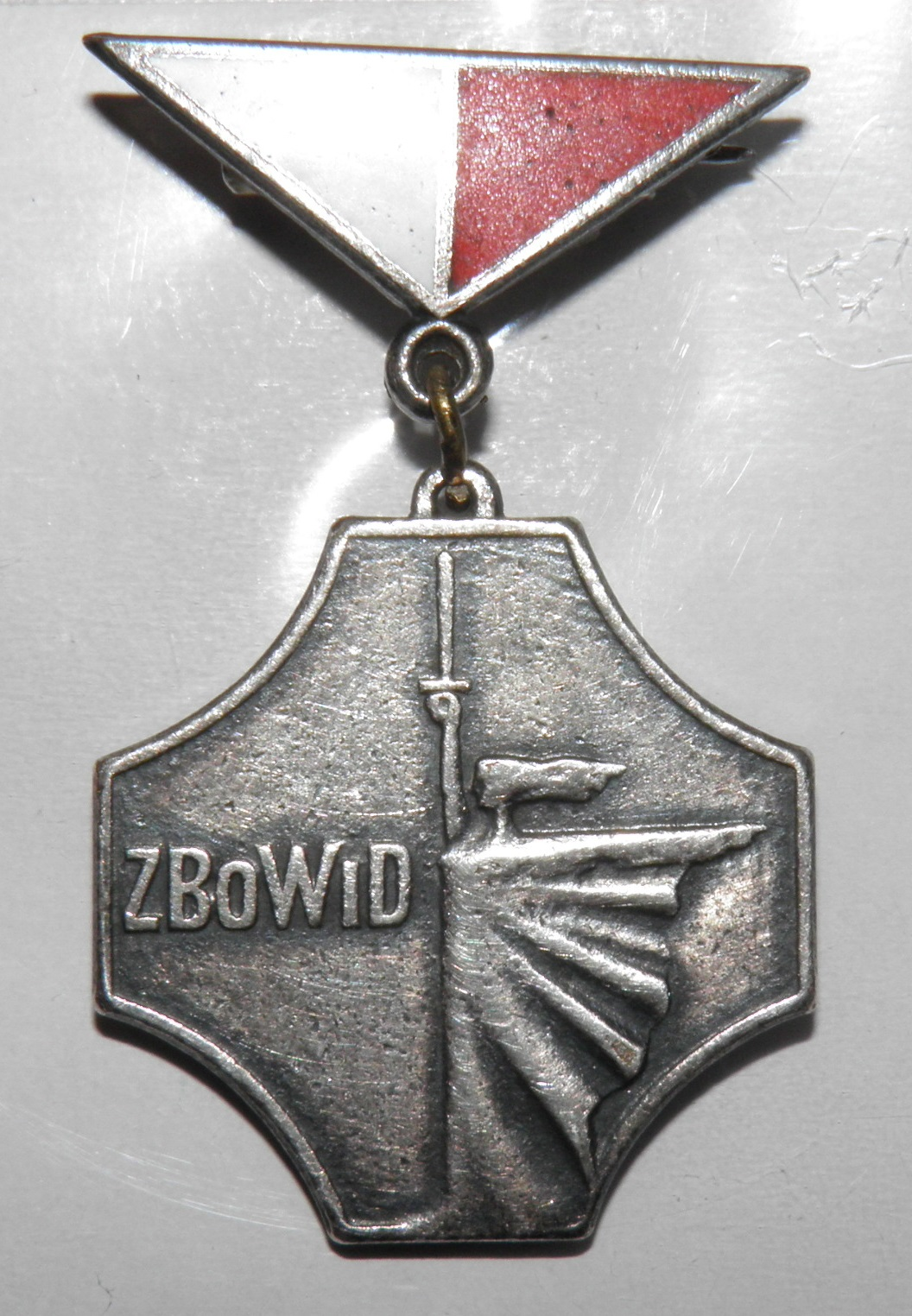
Значок «За заслуги перед Спілкою боротьби за свободу і незалежність»

Спілка борців за свободу і демократію (пол. Związek Bojowników o Wolność i Demokrację, ZBOWiD) — польська ветеранська організація, створена 2 вересня 1949 року в результаті нав'язаної державної уніфікації та об'єднання одинадцяти організацій ветеранів та в'язнів концентраційних таборів, що існували в післявоєнній Польщі. До 1989 року перебувала під контролем і управлінням ПОРП.

## Історія
Спілка борців за свободу і демократію була створена за ініціативи Францішека Юзьвяка. У ранній період організація об'єднувала в основному колишніх ветеранів Польської Народної армії, комуністичних партизан та колишніх в'язнів гітлерівських концентраційних таборів. Спочатку організація не брала в свої ряди з політичних причин учасників некомуністичних польських військових формувань. В 60-х років під час політичної відлиги організація стала приймати у свої члени також ветеранів інших польських формувань, які воювали під час Другої світової війни. Організація також брала в свої ряди вдів і сиріт учасників військових битв.
Спілка борців за свободу і демократію під час свого створення об'єднав наступні самостійні організації:
- Спілка борців з фашизмом і нацистським вторгненням за свободу і незалежність;
- Спілка колишніх політичних в'язнів;
- Спілка червоних косіньєрів;
- Спілка домбровчаків;
- Спілка захисників Вестерплятте;
- Спілка захисників узбережжя;
- Спілка ветеранів Великопольских повстань;
- Спілка ветеранів сілезьких повстань;
- Спілка ветеранів революційних боїв 1905;
- Спілка євреїв — колишніх учасників військової боротьби з фашизмом;
- Товариство колишніх в'язнів Закрочімської фортеці.

Спілка борців за свободу і демократію підпорядковувалася безпосередньо польським урядовим органам і була єдиною в Польській Народній Республіці легальною організацією, що представляла інтереси військових ветеранів. Основними цілями організації були реалізація урядових рішень, що стосуються прав ветеранів. Організація надавала матеріальну допомогу ветеранам і членам їх сімей, проводила збір архівних матеріалів, що стосувалися боротьби за незалежність польського народу під час німецької окупації та ліквідації підпільних організацій з 1944 по 1956 року в межах дозволених постанов комуністичної влади. Спілка борців за свободу і демократію організовувала святкування, присвячені важливим подіям Другої світової війни і, збираючи добровільні пожертвування, встановлювала різні пам'ятники.
У 1970 році організація об'єднувала у своїх лавах близько 330 тисяч членів, в 1986 році — 880 тисяч членів.
Друкованим органом Спілки борців за свободу і демократію був тижневик «Za Wolność i Lud» (За свободу і народ).
У квітні 1990 року Спілка борців за свободу і демократію був перетворений в Спілку ветеранів Польської Республіки і колишніх політичних в'язнів і стала об'єднувати учасників всіх польських військових формувань, включаючи партизан всіх політичних напрямків, загонів самооборони і діячів польського підпілля. Першим головою цієї нової організації був колишній бригадний генерал Юзеф Камінський. Пізніше його змінив колишній дивізійний генерал Вацлав Шклярський.

## Структура
Головним органом Спілки борців за свободу і демократію був Конгрес, на якому приймалися організаційні та інші рішення, які виконувалися Головним управлінням та Провідною радою. На районному рівні, який поширював свою юрисдикцію на територію воєводства, головним органом були районні з'їзди, яким підпорядковувалися районні виконавчі комітети і Районні Президії. Подібним чином первинні організації діяли на рівні повітів.
На кожному рівні діяли комісії з аудиту, арбітражної ради, проблемні комісії і різні громадські клуби.

### Голови
- Францишек Юзвяк (1949-1964);
- Мечислав Мочар (1964-1972);
- Станіслав Вронський (1972-1980);
- Влодзімеж Сокорський (1980-1983);
- Юзеф Камінський (1983-1990).